# Mesoperlina muricata
Mesoperlina muricata är en bäcksländeart som beskrevs av Koponen 1949. Mesoperlina muricata ingår i släktet Mesoperlina och familjen rovbäcksländor. Inga underarter finns listade i Catalogue of Life.